# Zhan Xugang
Zhan Xugang (kinesiska: 占 旭剛), född 15 maj 1974 i Kaihua i Zhejiang, är en kinesisk före detta tyngdlyftare. Han vann guldmedaljer i 
70-kilosklassen vid olympiska sommarspelen 1996 i Atlanta och i 77-kilosklassen vid olympiska sommarspelen 2000 i Sydney. Vid olympiska sommarspelen 2004 i Aten missade han alla tre försök i ryck och fick inte fullfölja tävlingen.